# She
She ضمیر شخصی سوم شخص مفرد مؤنث در زبان انگلیسی است.
برای اشاره به کشتی‌ها، قایق‌ها و اسلحه و گاهی جانور ماده حیوانات نیز از she استفاده می‌شود.